# 헨리 올덴부르크

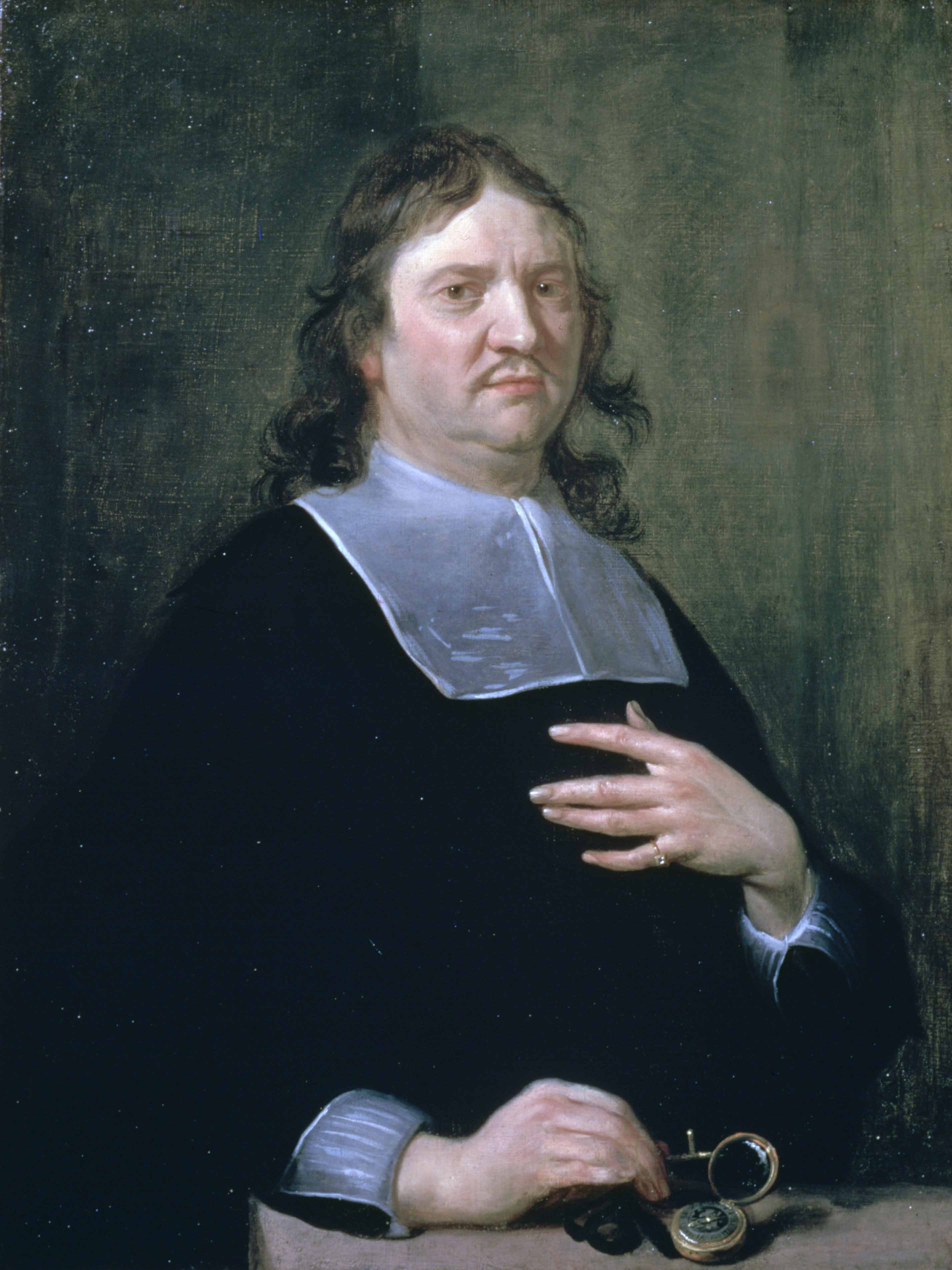
1668년 초상화

헨리 올덴부르크(Henry Oldenbourg, FRS, 1618년경 하인리히 올덴부르크(Heinrich Oldenburg) – 1677년 9월 5일)는 독일인 신학자, 외교관, 자연철학자였으며 현대 과학 동료 평가의 창시자 중 한 명으로 알려져 있다. 니콜라클로드 파브리 드 페이레스크, 마랭 메르센 및 이스마엘 불리오(Ismaël Boulliau)와 경쟁할 수 있는 특파원 네트워크를 갖춘 17세기 유럽 최고의 정보원 중 한 명이었다. 런던 왕립학회 창립 당시 그는 초대 비서로서 해외 통신 업무를 맡았다.

## 같이 보기
- 동료 평가